# Pterostylis conoglossa
Pterostylis conoglossa là một loài thực vật có hoa trong họ Lan. Loài này được Upton miêu tả khoa học đầu tiên năm 1967.